# Tatia boemia
Tatia boemia är en fiskart som beskrevs av Koch och Reis, 1996. Tatia boemia ingår i släktet Tatia och familjen Auchenipteridae. Inga underarter finns listade i Catalogue of Life.